# Средњи самогласник средњег реда
| [ повећај ]                                                     | предњи                                                                | готово предњи                                                         | средњи                                                                | готово задњи                                                          | задњи                                                                 |
| затворен                                                        | \| i · yɨ · ʉɯ · uɪ ʏ ʊe · øɘ · ɵɤ · oəɛ · œɜ · ɞʌ · ɔæɐa · ɶɑ · ɒ \| | \| i · yɨ · ʉɯ · uɪ ʏ ʊe · øɘ · ɵɤ · oəɛ · œɜ · ɞʌ · ɔæɐa · ɶɑ · ɒ \| | \| i · yɨ · ʉɯ · uɪ ʏ ʊe · øɘ · ɵɤ · oəɛ · œɜ · ɞʌ · ɔæɐa · ɶɑ · ɒ \| | \| i · yɨ · ʉɯ · uɪ ʏ ʊe · øɘ · ɵɤ · oəɛ · œɜ · ɞʌ · ɔæɐa · ɶɑ · ɒ \| | \| i · yɨ · ʉɯ · uɪ ʏ ʊe · øɘ · ɵɤ · oəɛ · œɜ · ɞʌ · ɔæɐa · ɶɑ · ɒ \| |
| готово затворен                                                 | \| i · yɨ · ʉɯ · uɪ ʏ ʊe · øɘ · ɵɤ · oəɛ · œɜ · ɞʌ · ɔæɐa · ɶɑ · ɒ \| | \| i · yɨ · ʉɯ · uɪ ʏ ʊe · øɘ · ɵɤ · oəɛ · œɜ · ɞʌ · ɔæɐa · ɶɑ · ɒ \| | \| i · yɨ · ʉɯ · uɪ ʏ ʊe · øɘ · ɵɤ · oəɛ · œɜ · ɞʌ · ɔæɐa · ɶɑ · ɒ \| | \| i · yɨ · ʉɯ · uɪ ʏ ʊe · øɘ · ɵɤ · oəɛ · œɜ · ɞʌ · ɔæɐa · ɶɑ · ɒ \| | \| i · yɨ · ʉɯ · uɪ ʏ ʊe · øɘ · ɵɤ · oəɛ · œɜ · ɞʌ · ɔæɐa · ɶɑ · ɒ \| |
| полузатворен                                                    | \| i · yɨ · ʉɯ · uɪ ʏ ʊe · øɘ · ɵɤ · oəɛ · œɜ · ɞʌ · ɔæɐa · ɶɑ · ɒ \| | \| i · yɨ · ʉɯ · uɪ ʏ ʊe · øɘ · ɵɤ · oəɛ · œɜ · ɞʌ · ɔæɐa · ɶɑ · ɒ \| | \| i · yɨ · ʉɯ · uɪ ʏ ʊe · øɘ · ɵɤ · oəɛ · œɜ · ɞʌ · ɔæɐa · ɶɑ · ɒ \| | \| i · yɨ · ʉɯ · uɪ ʏ ʊe · øɘ · ɵɤ · oəɛ · œɜ · ɞʌ · ɔæɐa · ɶɑ · ɒ \| | \| i · yɨ · ʉɯ · uɪ ʏ ʊe · øɘ · ɵɤ · oəɛ · œɜ · ɞʌ · ɔæɐa · ɶɑ · ɒ \| |
| средњи                                                          | \| i · yɨ · ʉɯ · uɪ ʏ ʊe · øɘ · ɵɤ · oəɛ · œɜ · ɞʌ · ɔæɐa · ɶɑ · ɒ \| | \| i · yɨ · ʉɯ · uɪ ʏ ʊe · øɘ · ɵɤ · oəɛ · œɜ · ɞʌ · ɔæɐa · ɶɑ · ɒ \| | \| i · yɨ · ʉɯ · uɪ ʏ ʊe · øɘ · ɵɤ · oəɛ · œɜ · ɞʌ · ɔæɐa · ɶɑ · ɒ \| | \| i · yɨ · ʉɯ · uɪ ʏ ʊe · øɘ · ɵɤ · oəɛ · œɜ · ɞʌ · ɔæɐa · ɶɑ · ɒ \| | \| i · yɨ · ʉɯ · uɪ ʏ ʊe · øɘ · ɵɤ · oəɛ · œɜ · ɞʌ · ɔæɐa · ɶɑ · ɒ \| |
| полуотворен                                                     | \| i · yɨ · ʉɯ · uɪ ʏ ʊe · øɘ · ɵɤ · oəɛ · œɜ · ɞʌ · ɔæɐa · ɶɑ · ɒ \| | \| i · yɨ · ʉɯ · uɪ ʏ ʊe · øɘ · ɵɤ · oəɛ · œɜ · ɞʌ · ɔæɐa · ɶɑ · ɒ \| | \| i · yɨ · ʉɯ · uɪ ʏ ʊe · øɘ · ɵɤ · oəɛ · œɜ · ɞʌ · ɔæɐa · ɶɑ · ɒ \| | \| i · yɨ · ʉɯ · uɪ ʏ ʊe · øɘ · ɵɤ · oəɛ · œɜ · ɞʌ · ɔæɐa · ɶɑ · ɒ \| | \| i · yɨ · ʉɯ · uɪ ʏ ʊe · øɘ · ɵɤ · oəɛ · œɜ · ɞʌ · ɔæɐa · ɶɑ · ɒ \| |
| готово отворен                                                  | \| i · yɨ · ʉɯ · uɪ ʏ ʊe · øɘ · ɵɤ · oəɛ · œɜ · ɞʌ · ɔæɐa · ɶɑ · ɒ \| | \| i · yɨ · ʉɯ · uɪ ʏ ʊe · øɘ · ɵɤ · oəɛ · œɜ · ɞʌ · ɔæɐa · ɶɑ · ɒ \| | \| i · yɨ · ʉɯ · uɪ ʏ ʊe · øɘ · ɵɤ · oəɛ · œɜ · ɞʌ · ɔæɐa · ɶɑ · ɒ \| | \| i · yɨ · ʉɯ · uɪ ʏ ʊe · øɘ · ɵɤ · oəɛ · œɜ · ɞʌ · ɔæɐa · ɶɑ · ɒ \| | \| i · yɨ · ʉɯ · uɪ ʏ ʊe · øɘ · ɵɤ · oəɛ · œɜ · ɞʌ · ɔæɐa · ɶɑ · ɒ \| |
| отворен                                                         | \| i · yɨ · ʉɯ · uɪ ʏ ʊe · øɘ · ɵɤ · oəɛ · œɜ · ɞʌ · ɔæɐa · ɶɑ · ɒ \| | \| i · yɨ · ʉɯ · uɪ ʏ ʊe · øɘ · ɵɤ · oəɛ · œɜ · ɞʌ · ɔæɐa · ɶɑ · ɒ \| | \| i · yɨ · ʉɯ · uɪ ʏ ʊe · øɘ · ɵɤ · oəɛ · œɜ · ɞʌ · ɔæɐa · ɶɑ · ɒ \| | \| i · yɨ · ʉɯ · uɪ ʏ ʊe · øɘ · ɵɤ · oəɛ · œɜ · ɞʌ · ɔæɐa · ɶɑ · ɒ \| | \| i · yɨ · ʉɯ · uɪ ʏ ʊe · øɘ · ɵɤ · oəɛ · œɜ · ɞʌ · ɔæɐa · ɶɑ · ɒ \| |
| i · yɨ · ʉɯ · uɪ ʏ ʊe · øɘ · ɵɤ · oəɛ · œɜ · ɞʌ · ɔæɐa · ɶɑ · ɒ |                                                                       |                                                                       |                                                                       |                                                                       |                                                                       |

Средњи самогласник средњег реда је самогласник, који се користи у неким говорним језицима. Симбол у Међународној фонетској азбуци који представља овај звук је , и одговарајући X-SAMPA симбол је . Исти симбол може се користити за лабијализовани и нелабијализовани средњи самогласник средњег реда.

## Средњи нелабијализовани самогласник средњег реда
Средњи нелабијализовани самогласник средњег реда је често написан симболом . Међутим, овај симбол специфично не представља нелабијализован самогласник, и често се употребљава за било који ненаглашен нејасни самогласник. Ако прецизност је жељен, симбол за полузатворен нелабијализован самогласник средњег реда може се користити са спуштајећом дијакритиком, .

### Карактеристике
- Висина самогласника је средња, што значи да је врх језика постављен на пола пута између затвореног самогласника и отвореног самогласника.
- Место изговора је средњи, што значи да се језик налази на пола пута између предњег самогласника и задњег самогласника.
- Самогласник је нелабијализован, што значи да су усне раширене.

### Појава
| Језик       | Језик      | Реч | ИПА | Значење   | Напомене |
| ----------- | ---------- | --- | --- | --------- | --- |
| Енглески    | стандардни |     |     | 'крзно'   | Види енглеску фонологију                                                                                    |
| Португалски | европски   |     |     | 'платити' | Може бити ближе готово отвореном самогласнику у бразилском португалском језику. Види португалску фонологију |
| Румунски    | Румунски   |     |     | јабука    | Види румунску фонологију.                                                                                   |

## Средњи лабијализовани самогласник средњег реда
Језици могу имати средњи лабијализовани самогласник средњег реда који је другачији од оба полузатворена и полуотворена самогласника. Међутим, јер не постоји језик који се зна да разликуе сва три, не постоји посебан ИПА симбол за средњи самогласник, и симбол  за полузатворен лабијализовани самогласник средњег реда се обично користи уместо њега. Ако је жељена прецизност, спуштајући дијакритик може да се користи: .

### Карактеристике
- Висина самогласника је средња, што значи да је врх језика постављен на пола пута између затвореног самогласника и отвореног самогласника.
- Место изговора је средњи, што значи да се језик налази на пола пута између предњег самогласника и задњег самогласника.
- Лабијализованост самогласника је лабијализован или лабијализиран, што значи да су усне лабијализоване.

### Појава
| Језик     | Реч | ИПА | Значење    | Напомене                                                                 |
| --------- | --- | --- | ---------- | ------------------------------------------------------------------------ |
| Холандски |     |     | 'купити'   | Види холандску фонологију                                                |
| Француски |     |     | 'ја'       | Ово може бити мало предније за неке говорнике. Види француску фонологију |
| Немачки   |     |     | 'молим'    | Налази се углавном на или при крају речи. Види немачку фонологију        |
| Шведски   |     |     | 'енергија' | Ненаглашен алофон од , види шведску фонологију                           |
| Руски     |     |     | 'тетка'    | Алофон од у околини палатизованих сугласника. Види руску фонологију      |